# Monasterolo Casotto
Monasterolo Casotto är en ort och kommun i provinsen Cuneo i regionen Piemonte i Italien. Kommunen hade 84 invånare (2018).